# Sân bay quốc tế Đào Viên Đài Loan
Sân bay quốc tế Đào Viên Đài Loan (tiếng Anh: Taiwan Taoyuan International Airport, (IATA: TPE, ICAO: RCTP) (tiếng Trung: 台灣桃園國際機場 hay 臺灣桃園國際機場; bính âm thông dụng: Táiwan Táoyuán Gúojì Jichǎng), tên trước đây là Sân bay quốc tế Trung Chính (tiếng Trung: 中正國際機場; bính âm thông dụng: Zhongzhèng Gúojì Jichǎng), hay viết tắt C.K.S. Airport hay Taoyuan Airport, là một sân bay quốc tế ở huyện Đào Viên, Đài Loan. Đây là một trong ba sân bay quốc tế ở Đài Loan và là sân bay quốc tế nhộn nhịp nhất Đài Loan. Đây là trung tâm của các hãng China Airlines và EVA Air. Đây là một trong hai sân bay phục vụ vùng đô thị lớn nhất Đài Loan và phía bắc Đài Loan. Sân bay kia là sân bay Tùng Sơn Đài Bắc phục vụ các chuyến bay nội địa và nằm trong ranh giới của Đài Bắc. Trước đây sân bay Tùng Sơn là sân bay quốc tế chính của Đài Bắc trước khi sân bay Đào Viên được đưa vào hoạt động năm 1979. Hai sân bay quốc tế còn lại của Đài Loan là Sân bay quốc tế Cao Hùng và Sân bay Đài Trung. Hiện Sân bay Tùng Sơn Đài Bắc cũng bắt đầu trở lại bay quốc tế với các chuyến bay thuê bao.
Đã có hơn 42,3 triệu lượt khách thông qua năm 2016 và hơn 2 triệu tấn hàng. Năm 2017, sân bay quốc tế Đào Viên Đài Loan nằm ở vị trí thứ 10 trong danh sách sân bay bận rộn nhất thế giới theo lượng khách hàng và bận rộn thứ 6 thế giới về lưu lượng giao thông vận tải quốc tế.

## Nhà ga, hãng hàng không và nơi đến

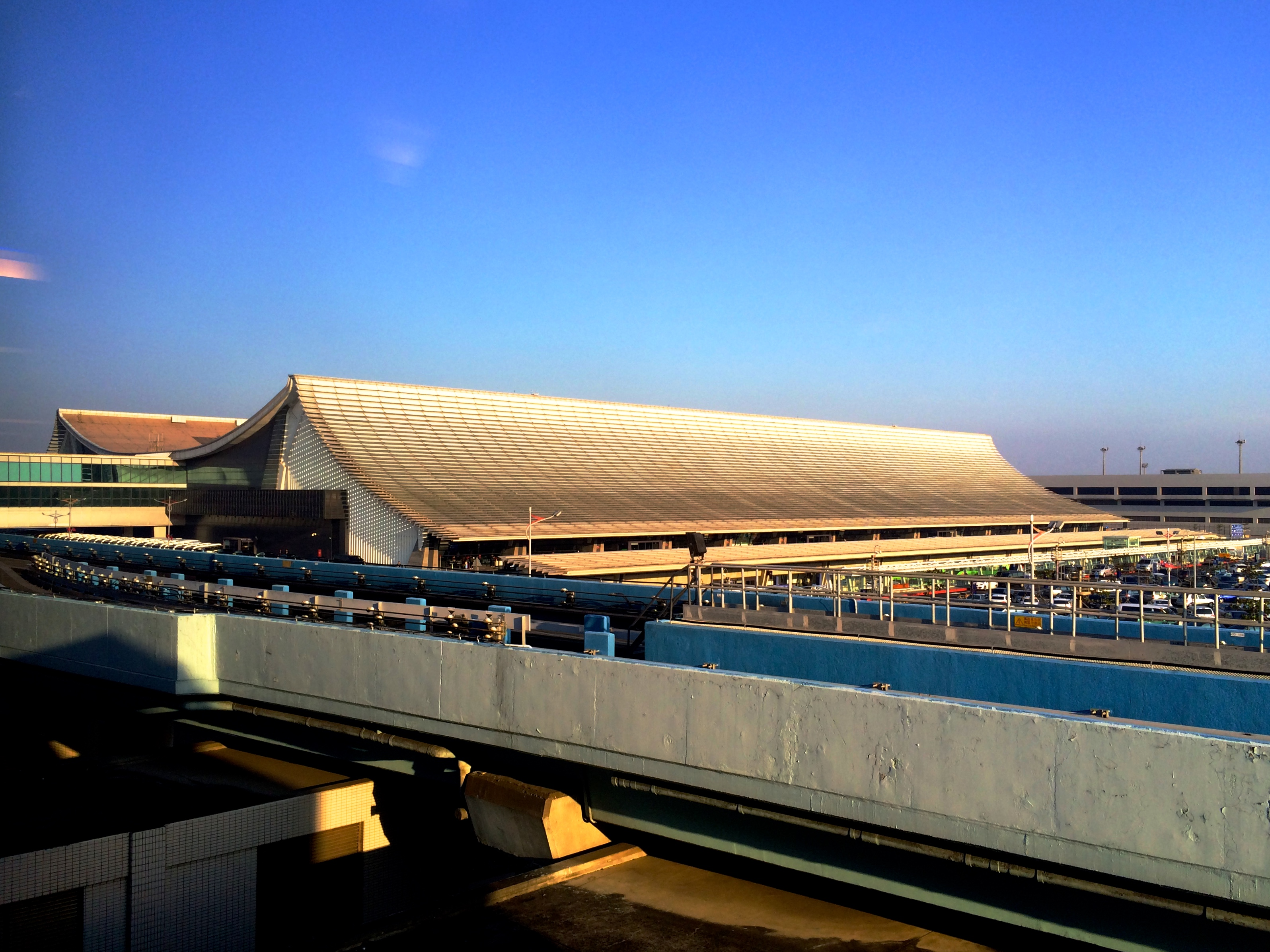
Quang cảnh nhà ga số 1

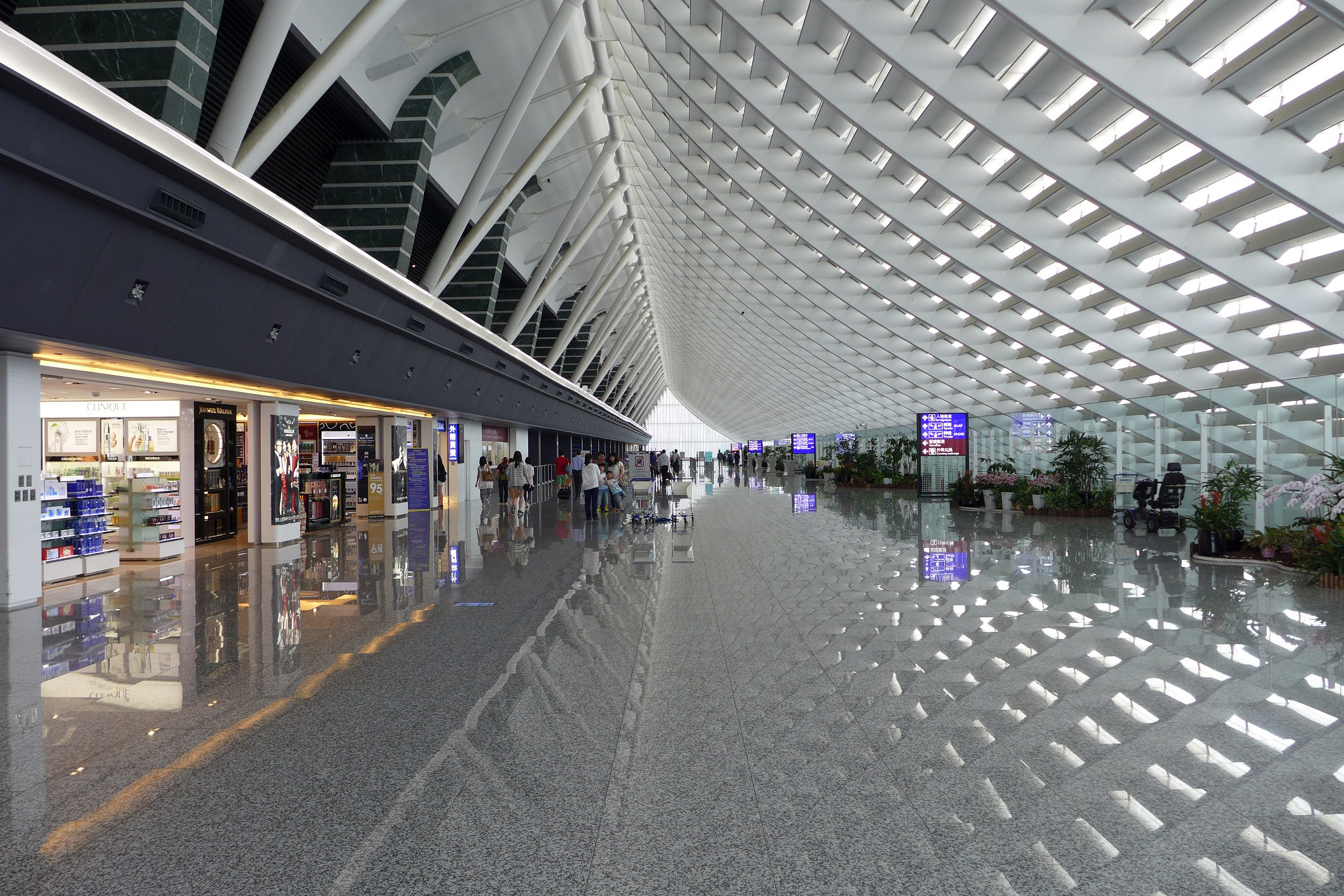
Sảnh đến nhà ga số 1

### Nhà ga số 1
Đây là nhà ga ban đầu của sân bay này.Thiết kế của tòa nhà dựa trên nhà ga chính của Sân bay quốc tế Washington Dulles. Nhà ga gồm năm tầng, diện tích 169.500 mét vuông, khai trương năm 1979 để làm giảm tải sự đông đúc của Sân bay Tùng Sơn Đài Bắc. Tất cả các chuyến bay quốc tế đã được chuyển đến nhà ga này. Terminal 1 gồm 22 cửa. Một hàng 11 cửa nằm phía bắc của sân bay. 11 cửa còn lại nằm ở phía nam. Hai concourses được liên kết với nhau bằng một tòa nhà chính có chứa các cửa kiểm tra ở và khu vực yêu cầu bồi thường hành lý, khu vực nhập cảnh hộ chiếu, và các khu vực trạm kiểm soát an ninh. Họ cùng nhau tạo thành một chữ "H" khổng lồ. Tất cả các cổng đều được trang bị jetways. Gates nằm ở cuối của concourses có một Jetway và cửa không được đặt ở phần cuối của các concourses có hai jetways. Các thiết bị đầu cuối này ban đầu có màu trắng. Nhưng vì thời gian và ô nhiễm không khí tại Đài Bắc, mặt tiền trở thành màu nâu và màu vàng.
Sau khi hoàn thành Nhà ga số 2, một số cửa Terminal 1 bị loại bỏ để làm cho không gian cho Terminal 2. Hiện tại Nhà ga số 1 có 18 cửa Các phòng chờ phía bắc bây giờ là Concourse A và phòng chờ ở phía nam bây giờ là Concourse B. Trước khi Terminal 2, cổng được đánh số 1-22.

### Nhà ga số 2

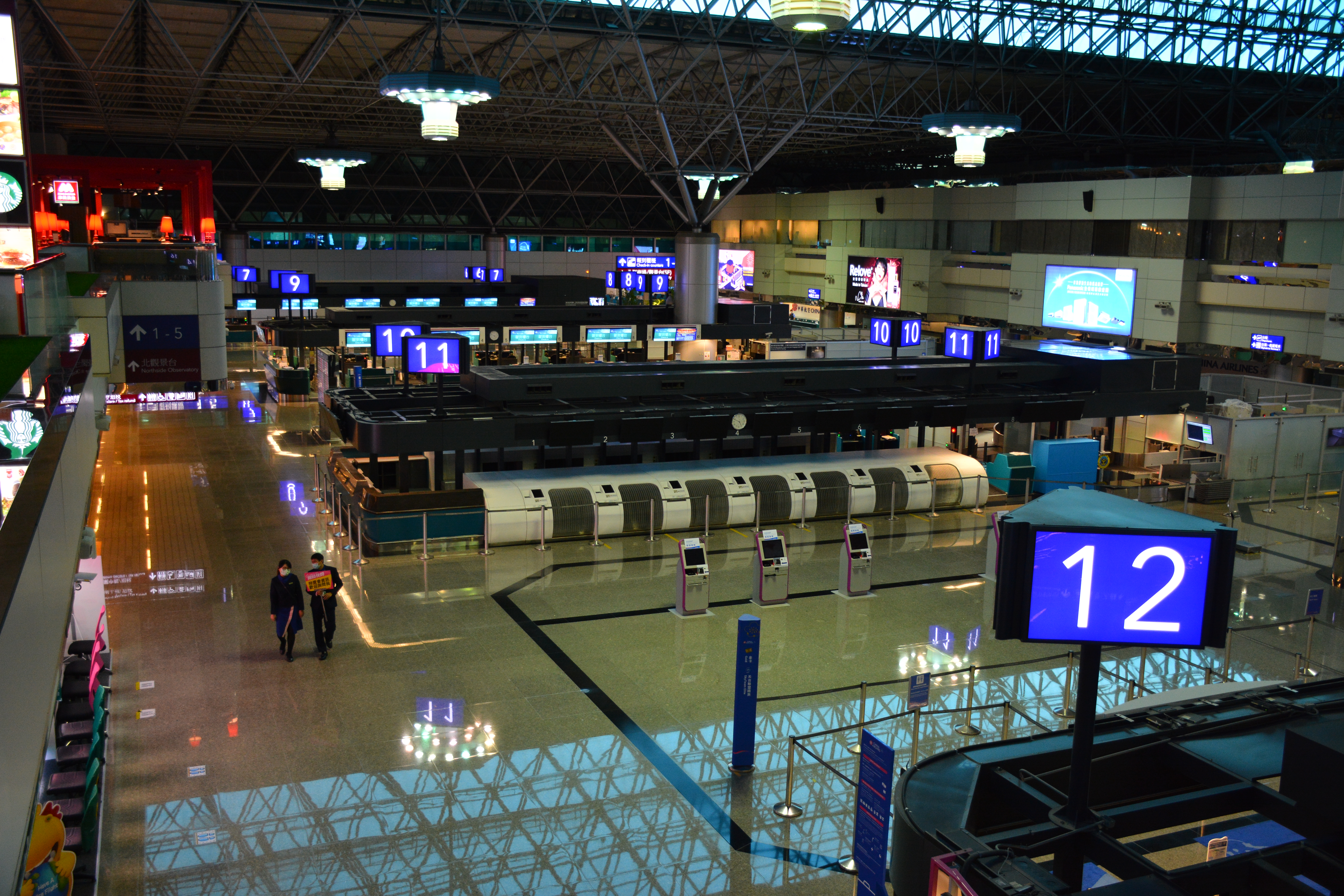
Sảnh đi nhà ga số 2

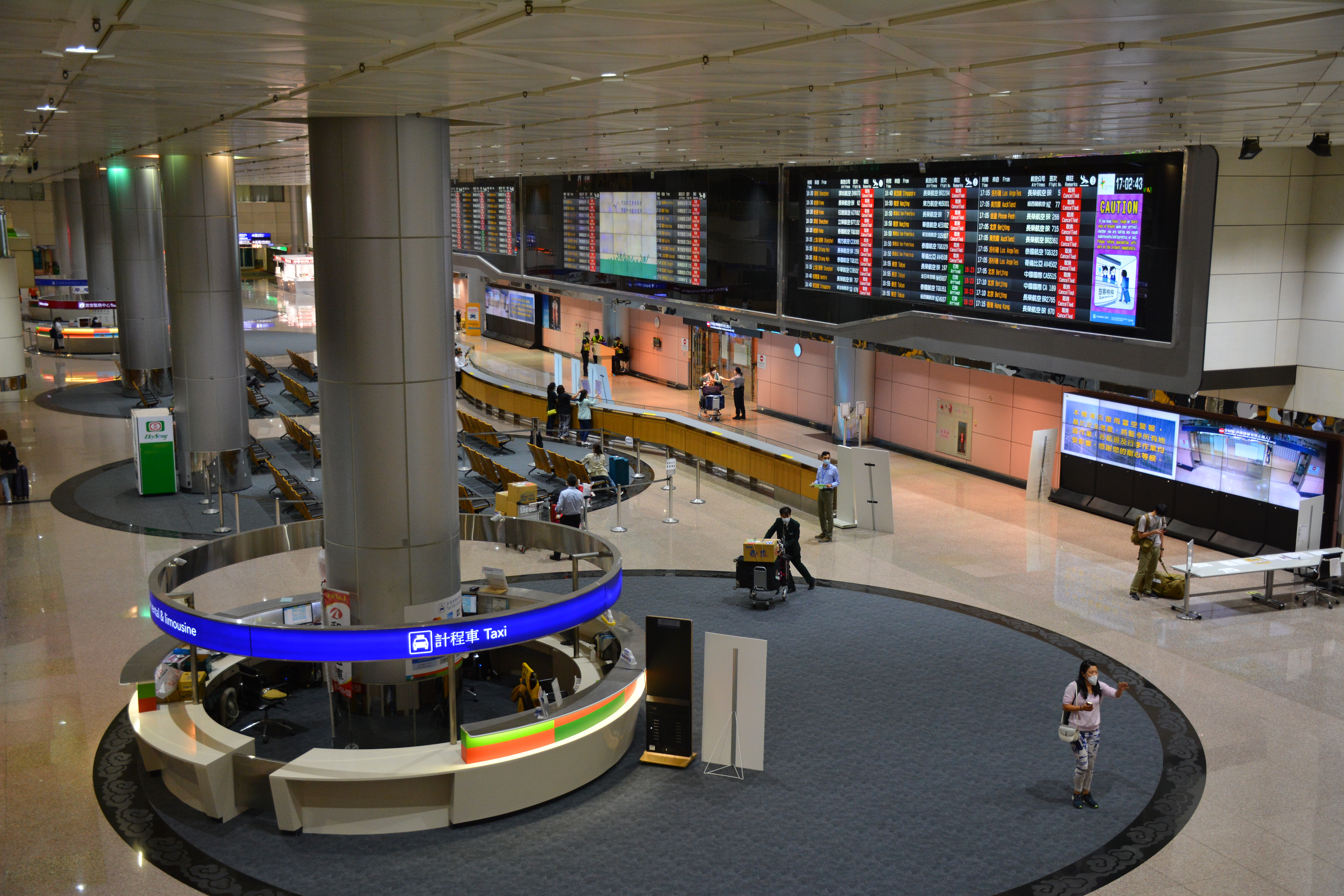
Sảnh đến nhà ga số 2

Terminal 2 mở cửa vào năm 2000 để giảm ùn tắc Terminal 1. Chỉ có Concourse Nam đã được hoàn thành vào thời điểm đầu cuối đã mở. Các Concourse Nam có 10 cửa, mỗi người 2 jetways và các trạm kiểm soát an ninh của chính họ. Các Concourse Bắc mở sau này trong năm 2005, nâng tổng số cửa cho Terminal 2-20 cửa; các trạm kiểm soát an ninh đã được chuyển đến một vị trí trung tâm ở phía trước của kiểm tra hộ chiếu. Công suất 17.000.000 hành khách mỗi năm.
Phòng chờ phía Nam và phía Bắc còn được gọi là Phòng chờ C và Phòng chờ D tương ứng. Nhà ga 1 và 2 được kết nối bằng hai đường dành cho người di chuyển ngắn, với một từ Phòng chờ A đến D và một từ B đến C. China Airlines sử dụng Phòng chờ D cho phần lớn các chuyến bay của hãng trong khi EVA Air sử dụng Phòng chờ C cho hầu hết các chuyến bay của hãng.
Nhà ga số 2 đã được lên kế hoạch tăng công suất hành khách hàng năm của nhà ga thêm 5 triệu lên 22 triệu hành khách mỗi năm vào năm 2018. Hiện tại nhà ga số 2 đang được nâng cấp.

### Nhà ga số 3 (đang xây dựng)
Việc xây dựng Nhà ga số 3 nằm trong dự án mở rộng Sân bay Quốc tế Đào Viên. Nhà ga số 3 rộng 640.000 m² được thiết kế bởi Rogers Stirk Harbour + Partners và sẽ phục vụ 45 triệu hành khách mỗi năm. Nhà ga mới ban đầu được lên kế hoạch khai trương vào năm 2020. Tuy nhiên, dự án đã bị trì hoãn, khiến mục tiêu hoàn thành bị hoãn lại đến năm 2025.

### Hành khách
| Hãng hàng không              | Các điểm đến | Nhà ga |
| ---------------------------- | --- | ------ |
| AirAsia                      | Kota Kinabalu | 1      |
| AirAsia X                    | Kuala Lumpur | 1      |
| Air Busan                    | Busan | 2      |
| Air China                    | Bắc Kinh-Thủ đô, Thành Đô, Thượng Hải-Phố Đông | 2      |
| Air Macau                    | Macau | 1      |
| Air New Zealand              | Auckland | 2      |
| Asiana Airlines              | Seoul–Incheon | 2      |
| Bamboo Airways               | Hà Nội, Đà Nẵng | 2      |
| Batik Air                    | Jakarta–Soekarno-Hatta | 2      |
| Cathay Pacific               | Hồng Kông | 1      |
| Cebu Pacific                 | Manila | 1      |
| China Airlines               | Amsterdam, Bangkok–Suvarnabhumi, Busan, Delhi, Denpasar/Bali, Frankfurt, Hà Nội, Thành phố Hồ Chí Minh, Hồng Kông, Jakarta–Soekarno-Hatta, Cao Hùng, Koror, Kuala Lumpur, London, Manila, Penang, Phnôm Pênh, Rome–Fiumicino, Seoul–Incheon, Singapore, Surabaya, Vienna, Yangon Theo mùa: Cebu, Cheongju, Jeju, Kota Kinabalu, Kuantan, Muan, Phuket | 1      |
| China Airlines               | Anchorage, Auckland, Sân bay quốc tế Thủ đô Bắc Kinh, Brisbane, Thành Đô, Đại Liên, Fukuoka, Guam, Quảng Châu, Hải Khẩu, Hợp Phì, Hiroshima, Honolulu, Kagoshima, Los Angeles, Miyazaki, Nagoya–Centrair, Naha, Nam Xương, New York–JFK, Osaka–Kansai, Thanh Đảo, San Francisco, Tam Á, Sapporo–Chitose, Thượng Hải-Phố Đông, Thâm Quyến, Shizuoka, Sydney, Takamatsu, Tokyo–Narita, Toyama, Ürümqi, Vancouver, Uy Hải, Vũ Hán, Tây An, Từ Châu, Yên Đài Theo mùa: Asahikawa, Aomori, Christchurch, Hanamaki, Ishigaki, Kitakyushu, Kumamoto, Niigata, Noto, Okayama, Tokachi–Obihiro, Yamagata | 2      |
| China Eastern Airlines       | Thượng Hải- Đông | 2      |
| China Southern Airlines      | Thượng Hải-Phố Đông | 2      |
| Delta Air Lines              | Tokyo–Narita | 2      |
| Dragonair                    | Hồng Kông | 1      |
| Emirates                     | Dubai–International | 1      |
| EVA Air                      | Amsterdam, Asahikawa, Bangkok–Suvarnabhumi, Sân bay quốc tế Thủ đô Bắc Kinh, Brisbane, Thành Đô, Denpasar/Bali, Fukuoka, Guam, Quảng Châu, Hakodate, Hàng Châu, Hà Nội, Đà Nẵng, Cáp Nhĩ Tân, Thành phố Hồ Chí Minh, Hohhot, Hồng Kông, Houston–Intercontinental, Hoàng Sơn, Jakarta–Soekarno-Hatta, Tế Nam, Komatsu, Kuala Lumpur, London–Heathrow, Los Angeles, Macau, Manila, Naha, New York–JFK, Osaka–Kansai, Paris–Charles de Gaulle, Phnôm Pênh, San Francisco, Sapporo–Chitose, Seattle/Tacoma, Sendai, Seoul–Incheon, Thượng Hải-Phố Đông, Thạch Gia Trang, Singapore, Surabaya, Thái Nguyên, Thiên Tân, Tokyo–Narita, Toronto–Pearson, Vancouver, Vienna, Trịnh Châu Theo mùa: Akita, Aomori, Quế Lâm, Hailar, Niigata, Takamatsu | 2      |
| EVA Air vận hành bởi Uni Air | Macau, Thành phố Hồ Chí Minh | 2      |
| Far Eastern Air Transport    | Quý Dương, Cáp Nhĩ Tân, Hợp Phì, Thạch Gia Trang, Ngân Xuyên Thuê chuyến: Mactan-Cebu, Cheongju, Đà Nẵng, Kitakyushu, Siem Reap | 1      |
| Hainan Airlines              | Sân bay quốc tế Thủ đô Bắc Kinh, Đại Liên, Quảng Châu, Hải Khẩu, Lan Châu, Tây An | 2      |
| Hồng Kông Airlines           | Hồng Kông | 2      |
| Indonesia AirAsia X          | Denpasar | 1      |
| Japan Airlines               | Nagoya–Centrair, Osaka–Kansai, Tokyo–Narita | 2      |
| Jeju Air                     | Busan | 1      |
| Jetstar Asia Airways         | Osaka–Kansai, Singapore | 1      |
| Juneyao Airlines             | Thượng Hải-Phố Đông | 1      |
| KLM                          | Amsterdam | 2      |
| Korean Air                   | Seoul–Incheon | 1      |
| Malaysia Airlines            | Kota Kinabalu, Kuala Lumpur | 1      |
| Mandarin Airlines            | Ishigaki, Kalibo | 1      |
| Mandarin Airlines            | Trường Xuân, Trường Sa, Lệ Giang, Nam Kinh, Ninh Ba, Thẩm Dương, Ôn Châu, Hạ Môn, Diêm Thành, Trịnh Châu | 2      |
| Peach                        | Naha, Osaka–Kansai, Tokyo–Haneda, Tokyo–Narita | 1      |
| Philippine Airlines          | Manila | 1      |
| Scoot                        | Seoul–Incheon, Singapore, Tokyo–Narita | 1      |
| Shandong Airlines            | Tế Nam, Thanh Đảo, Uy Hải, Yên Đài | 2      |
| Shenzhen Airlines            | Nam Xương, Nam Ninh, Thẩm Dương, Thâm Quyến, Vô Tích | 2      |
| Sichuan Airlines             | Côn Minh | 1      |
| Singapore Airlines           | Singapore | 2      |
| Spring Airlines              | Thượng Hải-Phố Đông, Thạch Gia Trang | 1      |
| Thai Airways                 | Bangkok–Suvarnabhumi, Seoul–Incheon | 1      |
| Tigerair                     | Singapore | 1      |
| Tigerair Taiwan              | Bangkok–Don Mueang, Chiang Mai, Macau, Singapore | 1      |
| TransAsia Airways            | Asahikawa, Bangkok–Suvarnabhumi, Quý Dương, Hakodate, Jeju, Macau, Naha, Osaka–Kansai, Tuyền Châu, Sapporo–Chitose, Thượng Hải-Phố Đông, Tokyo–Narita, Từ Châu Thuê chuyến: Akita, Aomori, Cebu, Đà Nẵng, Fukushima, Hanamaki, Kitakyushu, Kota Kinabalu, Kuching, Kumamoto, Nanki–Shirahama, Niigata, Noto, Okayama, Phuket, Toyama, Yamagata | 1      |
| Transaero Airlines           | Theo mùa: Moscow-Vnukovo | 1      |
| Turkish Airlines             | Istanbul–Atatürk | 2      |
| Uni Air                      | Trùng Khánh, Đại Liên, Phúc Châu, Nam Kinh, Ninh Ba, Thanh Đảo, Thẩm Dương, Thâm Quyến, Ôn Châu, Tây An, Diêm Thành | 2      |
| United Airlines              | San Francisco | 2      |
| V Air                        | Bangkok–Don Mueang, Chiang Mai, Siem Reap | 1      |
| Vanilla Air                  | Tokyo–Narita | 1      |
| VietJet Air                  | Thành phố Hồ Chí Minh,Cần Thơ(Tháng 1/2020), Đà Nẵng, Hà Nội | 1      |
| Vietnam Airlines             | Hà Nội, Thành phố Hồ Chí Minh Tết Nguyên Đán: Cần Thơ | 1      |
| Xiamen Airlines              | Trường Sa, Phúc Châu, Hàng Châu, Tuyền Châu, Hạ Môn | 2      |
| Jetstar Pacific Airlines     | Đà Nẵng, Nha Trang Thuê Chuyến: Phú Quốc | 2      |

Ghi chú
1: Chuyến bay này tiếp tục từ Đài Bắc đến Manila. Tuy nhiên, KLM không có thương quyền chuyên chơ chỉ giữa Đài Bắc và Manila.

### Hàng hóa

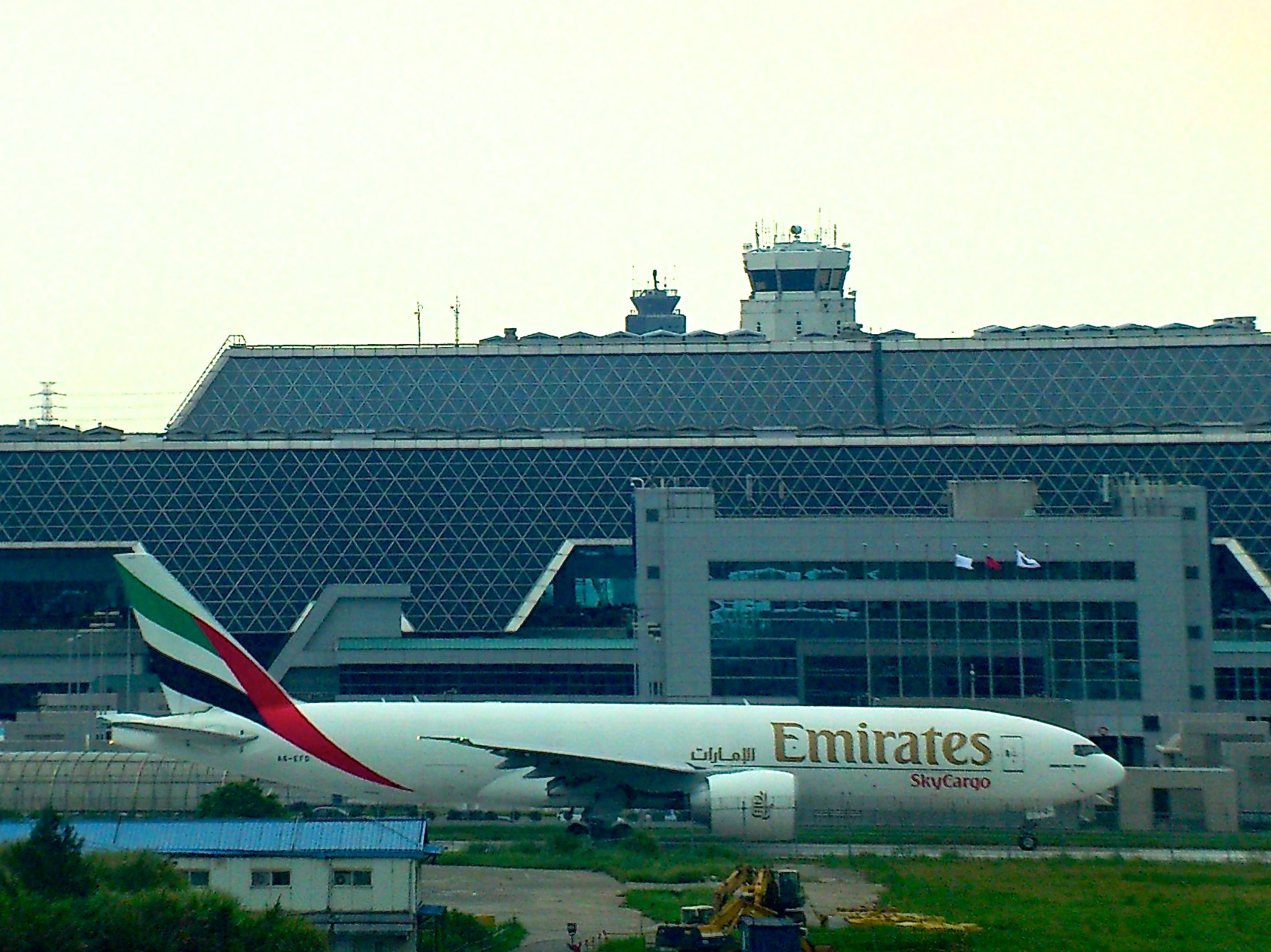
Emirates SkyCargo Boeing 777F

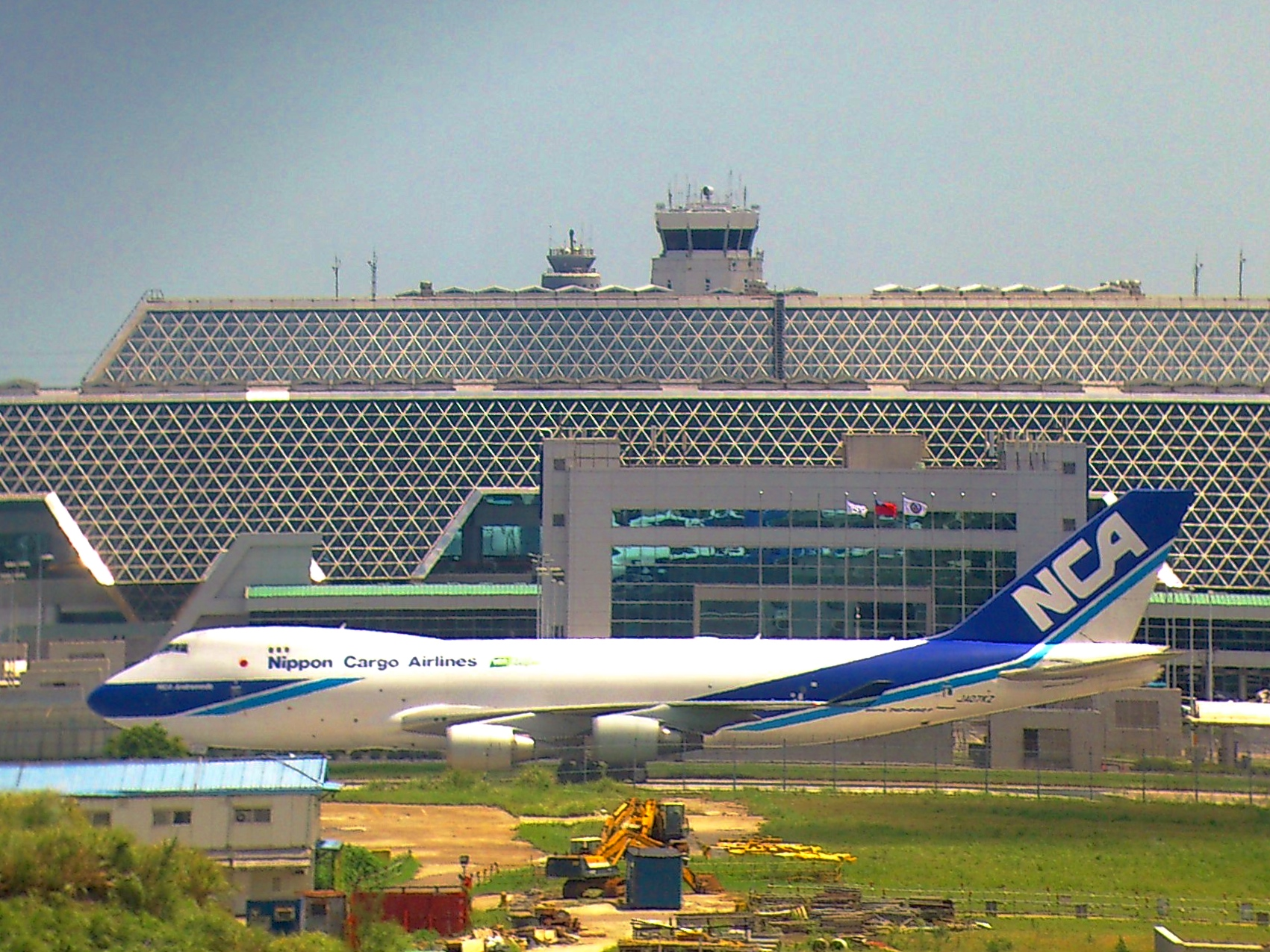
Nippon Cargo Airlines Boeing 747-400F

| Hãng hàng không                         | Các điểm đến |
| --------------------------------------- | --- |
| ANA Cargo                               | Naha, Osaka–Kansai, Tokyo–Narita |
| Cargolux                                | Almaty, Baku, Bangkok–Suvarnabhumi, Beirut, Budapest, Damascus, Thành phố Hồ Chí Minh, Kuala Lumpur, Kuwait, Luxembourg, Milan–Malpensa, Novosibirsk, Seoul–Incheon |
| Cathay Pacific Cargo                    | Hồng Kông, Tokyo–Narita |
| China Airlines Cargo                    | Abu Dhabi, Anchorage, Atlanta, Bangkok–Suvarnabhumi, Boston, Chennai, Chicago–O'Hare, Trùng Khánh, Dallas/Fort Worth, Frankfurt, Quảng Châu, Hà Nội, Thành phố Hồ Chí Minh, Hồng Kông, Houston–Intercontinental, Jakarta–Soekarno-Hatta, Cao Hùng, Kuala Lumpur, Los Angeles, Luxembourg, Manila, Miami, Nam Kinh, New York–JFK, Osaka–Kansai, Penang, Prague, San Francisco, Seattle/Tacoma, Thượng Hải-Phố Đông, Singapore, Thiên Tân, Tokyo–Haneda, Tokyo–Narita, Hạ Môn, Trịnh Châu |
| China Cargo Airlines                    | Thượng Hải-Phố Đông, Hạ Môn |
| DHL Aviation vận hành bởi Air Hồng Kông | Hồng Kông |
| Emirates SkyCargo                       | Dubai–Al Maktoum, Bangkok–Suvarnabhumi |
| EVA Air Cargo                           | Anchorage, Atlanta, Bangkok–Suvarnabhumi, Boston, Brussels, Chicago–O'Hare, Trùng Khánh, Dallas/Fort Worth, Delhi, Frankfurt, Quảng Châu, Hà Nội, Hồng Kông, Houston–Intercontinental, Jakarta–Soekarno-Hatta, Los Angeles, Macau, Manila, New York–JFK, Osaka–Kansai, Penang, Seattle/Tacoma, Thượng Hải-Phố Đông, Singapore, Thiên Tân, Tokyo–Haneda, Tokyo–Narita, Vancouver, Trịnh Châu                                                                                             |
| FedEx Express                           | Anchorage, Auckland, Clark, Hồng Kông, Indianapolis, Memphis, Osaka–Kansai, Singapore, Tokyo–Narita |
| MASkargo                                | Kuala Lumpur, Manila |
| Nippon Cargo Airlines                   | Kitakyushu, Seoul–Incheon, Tokyo–Narita |
| Polar Air Cargo                         | Cincinnati, Hồng Kông, Los Angeles, Nagoya–Centrair, Seoul–Incheon, Tokyo–Narita |
| Singapore Airlines Cargo                | Singapore, Tokyo–Narita |
| Thai Cargo                              | Bangkok–Suvarnabhumi, Tokyo–Narita |
| UPS Airlines                            | Anchorage, Clark, Cologne/Bonn, Louisville, Mumbai, Seoul–Incheon |